# Eteobalea serratella
Eteobalea serratella — вид лускокрилих комах родини розкішних вузькокрилих молей (Cosmopterigidae).

## Поширення
Вид поширений на значній частині Європи, за винятком Великої Британії, Ірландії та північних країн. Присутній у фауні України. Було декілька спроб заселити вид на заході Канади і США для боротьби з інвазійним льонком, але стабільних популяцій там не зафіксовано.

## Опис
Розмах крил 16-18 мм. Передні крила темно-коричневі з білими і мідними плямами. Личинки білі з коричневою головою, завдовжки до 12 мм.

## Спосіб життя
Личинки живляться льонком звичайним ( Linaria vulgaris). Є одне покоління в рік. Личинки проходять через 5 линьок. Поїдають кореневу систему рослини.